# Universidade de Navarra
Universidade de Navarra, universidade privada fundada em Pamplona, (Navarra), na Espanha em 1952 por São Josemaría Escrivá de Balaguer. A Universidade é uma obra de apostolado corporativo do Opus Dei, uma Prelazia pessoal da Igreja Católica que tem como fim promover a busca da santidade através do trabalho profissional e das realidades correntes da vida.
A Universidade de Navarra aspira a que em todas as suas atividades esteja presente a consciência de que o trabalho é testemunho da primazia do homem sobre as realidades materiais, meio de desenvolvimento da própria personalidade, vínculo de união entre os seres humanos e um modo fundamental de contribuição para o progresso da humanidade. — São Josemaría Escrivá de Balaguer
Na Universidade de Navarra é possível cursar 27 titulações oficiais e mais de 300 programas de pós-graduação em 10 faculdades, 2 escolas superiores, o IESE (Instituto de Estudos superiores da Empresa), 2 Escolas Universitárias, ISSA (Instituto Superior de Secretariado e Admiistração) e outros centros e instituições. Inclui a Clínica Universitária que, com 1700 profissionais qualificados, atende a mais de 100.000 pacientes por ano. No ano de 2004 foi inaugurado o Centro de Investigação Médica Aplicada (CIMA)onde 300 pesquisadores desenvolvem estudos biomédicos.

## História
A instituição tem o seu início como Escola Geral de Navarra, em 17 de outubro de 1952, com a inauguração da Escola de Direito contava com 48 alunos e oito professores sob a direção de São Josemaría Escrivá. O próprio S. Josemaría descrevia os ideais que queria que ali se transmitissem:
Queremos que aqui se formem homens doutos, com sentido cristão da vida; queremos que neste ambiente, propício para a reflexão serena, se cultive a ciência enraizada nos mais sólidos princípíos e que a sua luz se projete por todos os caminhos do saber.
No dia 8 de outubro de 1955 nasce a Faculdade de Filosofia e Letras. Em 1958 o IESE (Instituto de Estudos Superiores da Empresa) foi fundado em Barcelona como escola de pós-graduação em direção de empresas da Universidade de Navarra. Em 1960 a Santa Sé estabelece como Universidade a Escola Geral de Navarra e São Josemaría é nomeado seu Grão-Chanceler. No ano de 1961 a primeira fase da Clínica Universitária se anexa à Universidade.
No ano de 1964 o IESE lança o seu programa Máster. Em 1 de novembro de 1969 o Instituto de Teologia se converte na Faculdade de Teologia e em 8 de novembro de 1971 o Instituto de Jornalismo se converte na Faculdade de Ciências da Informação. No ano de 1976 se inaugura o edifício de Humanidades que será a sede das Faculdades de Teologia e de Direito Canônico. Em 1982 nasce em São Sebastião o Centro de Estudos e Investigações Técnicas de Guipozcoa (CEIT). Durante o ano de 1986 se criam o Instituto Científico e Tecnológico, o Instituto Empres e Humanismo e o Centro de Tecnologia Informática.
Desde a consolidação do status de Universidade em 1960, a Universidade começou a criar faculdades, escolas, institutos e outros centros acadêmicos até o momento atual. No ano de 2002 a instituição realizou uma série de eventos para celebrar os seus cinquenta anos de aniversário da fundação.

## Campus
A maior parte dos centros, incluída a Clínica Universitária se encontram em Pamplona, mas as sedes do IESE Business School estão em Barcelona e Madri; em São Sebastião se encontra o Campus Tecnológico da Universidade de Navarra (TECNUN) e o ISSA para Assistentes de Direção.